# Nebojša Malbaša
Nebojša Malbaša (Servisch: Небојша Малбаша) (Belgrado, 25 juni 1959) is een gewezen Servische voetballer. Hij was een grote, kopbalsterke spits die bekendstond om zijn uitmuntende fysiek. Malbaša was 38 jaar toen hij zijn voetbalschoenen aan de wilgen hing.

## Carrière
Nebojša Malbaša debuteerde op het hoogste niveau in 1981. De jonge aanvaller startte zijn carrière bij het Kroatische HNK Rijeka, waar hij vijf seizoenen verbleef. In 1984 eindigde de club als derde in de Joegoslavische Prva Liga. In 1986 werd hij voor één seizoen getransfereerd naar Dinamo Zagreb, waar hij onder meer Ranko Stojić terugvond. Nadien verhuisde de aanvaller naar België.
In de zomer van 1987 ging de Serviër aan de slag bij Club Luik, waar hij in geen tijd uitgroeide tot een belangrijke pion in het spelsysteem van trainer Robert Waseige. Met zijn fijne baltoets en neus voor doelpunten liet hij in zijn eerste seizoen meteen een goede indruk na. Zijn eerste jaar in België sloot hij af als derde in de topschutterslijst. Met 21 doelpunten moest Malbaša in 1988 enkel Francis Severeyns en Marc Degryse laten voorafgaan. In de aanval bij Club Luik vormde Malbaša in die dagen een trefzeker combinatie met zijn landgenoot Zvonko Varga en doublure Danny Veyt. In 1990 veroverde hij met de Luikse club de Beker van België. In de finale was Malbaša goed voor een invalbeurt en de winnende treffer. Een jaar later ruilde hij Club Luik in voor het Sporting Charleroi van trainer Luka Peruzović.
Na één seizoen zag hoe zijn gewezen coach Waseige het roer van Peruzovic overnam. Bij Charleroi ruilde de ondertussen 33-jarige Malbaša zijn oude kwaliteiten in voor nieuwe eigenschappen als doorzettingsvermogen en werkkracht. Steeds meer evolueerde hij van goaltjesdief naar aangever. In 1993 versloeg hij met Charleroi in de finale van de Beker van België tegenstander Standard Luik. Een prestatie die ze in Luik niet gauw vergaten, want in 1995 haalde Standard de 36-jarige Malbaša naar Sclessin.
Bij Standard kwam de aanvaller op de bank terecht en werd hij vooral beschouwd als een alternatief voor aanvallers Michaël Goossens en Marc Wilmots. Maar ondanks zijn leeftijd stond hij toch regelmatig op de grasmat. Na één seizoen verhuisde hij terug naar Charleroi, waar hij zich aansloot bij Olympic Charleroi, waar hij opnieuw één jaar vertoefde. Na tien jaar Belgisch voetbal zette hij een punt achter zijn spelerscarrière.

## Trainer
Nadien keerde Malbaša terug naar zijn eerste Belgische club. Bij Club Luik ging hij eerst voor een korte periode aan de slag als assistent van zijn gewezen ploegmaat Zvonko Varga. Nadien werd hij trainer van Olympic Charleroi, eveneens een ex-club van de Servische spits. In 2000 keerde Malbaša als hoofdcoach terug naar Club Luik. Maar lang bleef hij niet werkzaam bij de Luikse voetbalclub, die ondertussen in de Tweede Klasse speelde. Als trainer kreeg Malbaša in die dagen onder meer de jonge Luigi Pieroni onder zijn hoede.
Momenteel is Nebojša Malbaša in Belgrado actief als voetbalscout.